# National Endowment for the Arts

Logotyp.

National Endowment for the Arts (förkortning: NEA) är en federal statlig myndighet i USA, vilken finansierar konstnärlig verksamhet. 

## Bakgrund
Ett initiativ till inrättandet av en federal myndighet för kulturstöd togs under Eisenhowers presidentperiod, men godkändes då inte av kongressen. Under tryck från konstnärers och författares fackliga organisationer tog Lyndon B. Johnson ett nytt initiativ och USA:s kongress tog 1964 beslut om att inrätta National Endowment for the Arts som en fristående, federalt finansierad myndighet med säte i Washington D.C.. År 1965 inrättades också systerorganisationen National Foundation on the Arts and the Humanities.
Organisationen lämnar finansiellt stöd till konstnärlig verksamhet inom en rad områden. Efter kontroverser och kritik från konservativa inom kongressen upphörde National Endowment for the Arts vid mitten av 1990-talet att lämna stipendier till enskilda konstnärer och artister.

## Styrelse
National Endowment for the Arts styrs av en ordförande, som utses av USA:s president för en fyraårsperiod och vilken godkänns av kongressen. Ett råd med 14 av presidenten utsedda medlemmar och sex kongressledamöter ger vägledning till ordföranden. Den förste ordföranden var teaterproducenten Roger Lacey Stevens (1910–98). Under Bill Clintons presidentperiod var 1993–97 skådespelaren Jane Alexander ordförande.

## Nedläggning
Organisationens existens har varit hotad vid flera tillfällen. Presidenten Ronald Reagan uttalade 1981 sin avsikt att avskaffa den, men ändrade sig efter det att en utredning i ärendet under med bland annat skådespelaren Charlton Heston och den politiske aktivisten och bryggeriföretagaren Joseph Coors (1917–2003) föreslagit en fortsatt verksamhet.
Efter 1994 års kongressval ledde kongressens republikanske talman Newt Gingrich en attack för att avskaffa National Endowment for the Arts, National Endowment for the Humanities och Corporation for Public Broadcasting. Detta misslyckades, men anslagen skars ned.
National Endowment for the Arts tillhörde de myndigheter som Donald Trump utannonserade årligen under 2017 till 2020 att han avsåg att avskaffa, men hans förslag rörstades ner av Kongressen varje gång.